# جامعة ووهان
جامعة ووهان ( WHU ؛ simplified Chinese؛ بالعامية 武大大. ) هي جامعة بحثية وطنية تقع في ووهان، هوبي.  إنها واحدة من أكثر الجامعات المرموقة والانتقائية في الصين، وقد تم الاعترافُ بها من قِبل وزارة التعليم الصينية باعتبارها جامعةً من الدرجة الأولى.  كانت واحدةً من أربعِ جامعات تُعتبرُ النخبةَ. في أوائل فترة الجمهورية  وهي -أيضًا- واحدةٌ من أقدم الجامعات في الصين. تقع جامعةُ ووهان في Luojia Hill، مع المباني الفخمة التي تَمزج بين الأنماط الصينية والغربية؛ حيث يعتبرها الكثيرون واحدةً من أجمل الجامعات  في الصين.
تم تصنيفُ جامعةِ ( ووهان ) بشكلٍ دائمٍ بين أفضل الجامعات في الصين. على الصعيد الوطني، احتلت المرتبةَ الرابعة  في عام 2016 والثالثة  في عام 2017 بسبب تفوقها الأكاديمي. تشتهر الجامعةُ بالبحث في مجالاتٍ مثلِ:
العلومِ الاجتماعيةِ والاستشعار عن بُعدٍ وهندسةِ المسحِ والهندسةِ الهيدروليكية. تُدار من قِبلِ وزارة التعليم في الصين وتم اختيارها من قِبل كلٍّ من المشروع 985 والمشروع 211 كمتلقٍ رئيسٍ لتمويل الدولة.

## التاريخ

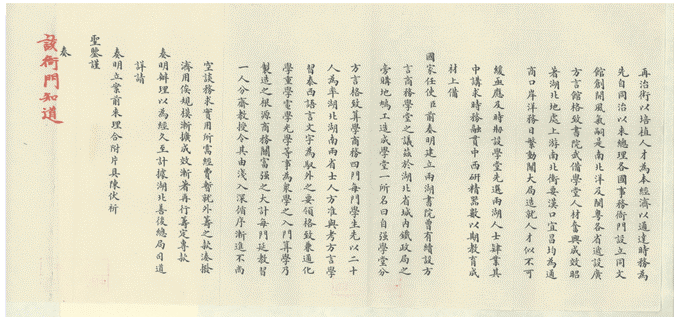
موافقة تشينغ Guangxu الإمبراطور على إنشاء معهد Ziqiang.

تعود الجامعة إلى معهد Ziqiang ( traditional Chinese )، الذي تأسست في عام 1893 من قبل تشانغ تشى دونغ، حاكم مقاطعة هوبى وهونان في أواخر عهد أسرة تشينغ. 

### الأسماء التاريخية
| عام  | اسم المدرسة </br> باللغة الإنجليزية | اسم المدرسة </br> في الصينية المبسطة | اسم المدرسة </br> في الصينية التقليدية | اسم المدرسة </br> في بينيين          |
| ---- | ----------------------------------- | ------------------------------------ | -------------------------------------- | ------------------------------------ |
| 1893 | معهد زيكيانج                        | 自强学堂                             | 自強學堂                               | Zìqiáng Xuétáng                      |
| 1902 | معهد فانجيان                        | 方言学堂                             | 方言學堂                               | فانجان شويتان                        |
| 1913 | الوطنية وشانغ متفوقة كلية عادية     | 国立武昌高等师范学校                 | 國立武昌高等師範學校                   | Guólì Wǔchāng Gāoděng Shīfàn Xuéxiào |
| 1923 | جامعة ووشانغ الوطنية العادية        | 国立武昌师范大学                     | 國立武昌師範大學                       | Guólì Wǔchāng Shīfàn Dàxué           |
| 1924 | جامعة وشانغ الوطنية                 | 国立武昌大学                         | 國立武昌大學                           | Guólǔ Wǔchāng Dàxué                  |
| 1926 | جامعة وتشانغ تشونغشان الوطنية       | 国立武昌中山大学                     | 國立武昌中山大學                       | Guólǔ Wōchāng Zhōngshān Dàxué        |
| 1928 | جامعة ووهان الوطنية                 | 国立武汉大学                         | 國立武漢大學                           | غولو ووهان داكسوي                    |
| 1949 | (الأصل) جامعة ووهان                 | (老) 武汉 大学                       | (老) 武漢 大學                         | (لو) ووهان داكسوي                    |
| 2000 | (جديد) جامعة ووهان                  | (新) 武汉 大学                       | (新) 武漢 大學                         | (xīn) Wàhàn Dàxué                    |

## أكاديميون

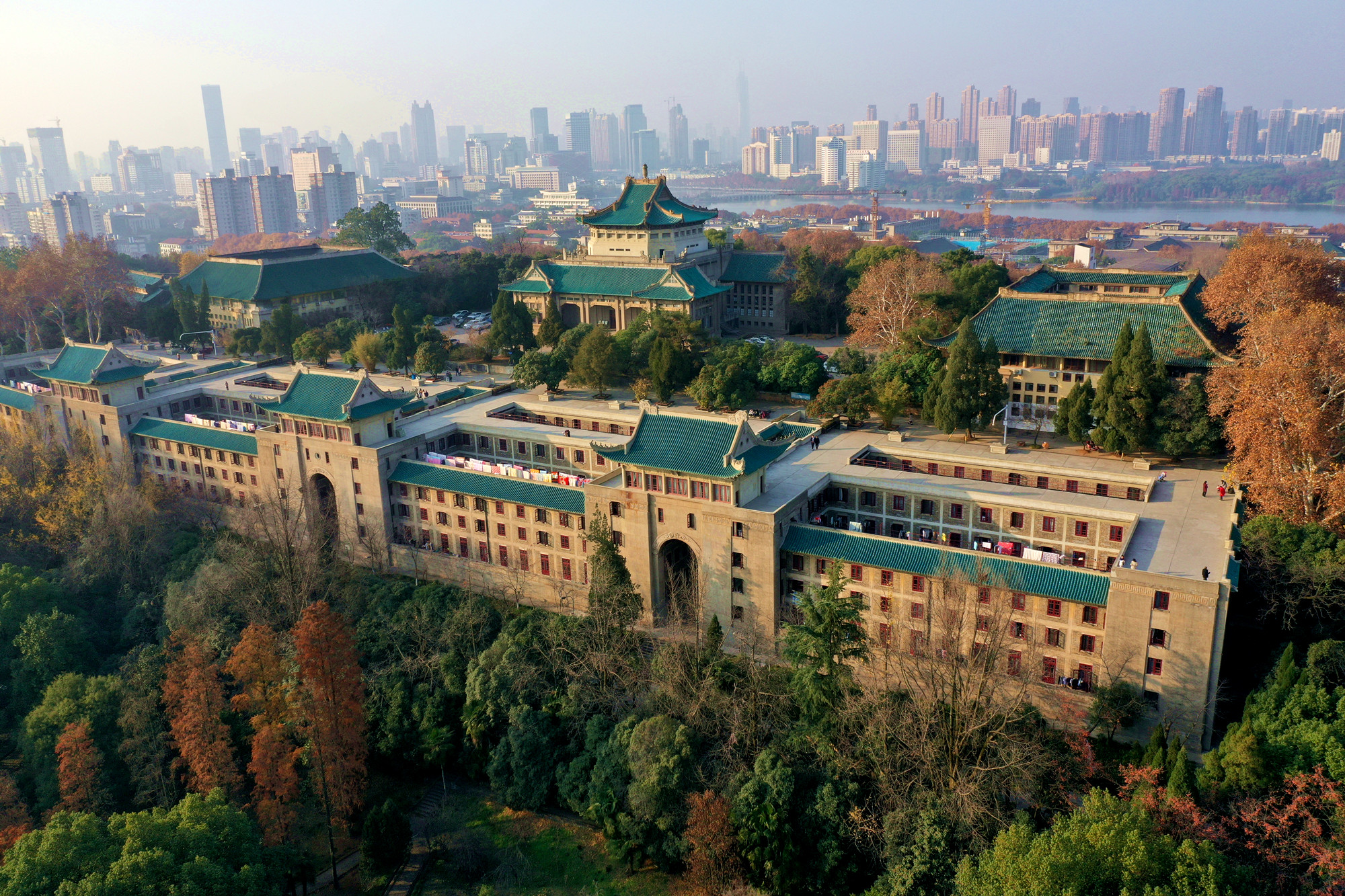
صورة خارجية لجامعة ووهان

في عام 2018، كان الجسم الطلابي لجامعة ووهان يتكون من 29405 من الطلاب الجامعيين بدوام كامل و19،699 مرشحًا لدرجة الماجستير بدوام كامل و 7،163 مرشحًا لدرجة الدكتوراه و 2،453 من الطلاب الدوليين. 

### التصنيف العالمي

#### الصين
تم تصنيف جامعة ووهان بين أفضل 10 جامعات في الصين.
في عام 2016، احتلت CUAA المرتبة الرابعة. 
في عام 2015، احتلت CUAA المرتبة الرابعة ، واحتلت وو شوليان المرتبة السابعة. 
في عام 2014، احتلت CUAA المرتبة الخامسة  بينما احتلت وو شوليان المرتبة السابعة. 

## حوادث
في عام 2009، تم الاستشهاد بالجامعة كجزء من فضيحة تنطوي على فساد من قبل مديريها. 